# Solange Cesarovna
Solange Cesarovna (Ulianovsk,1981) é uma compositora e cantora cabo-verdiana. É uma das fundadoras da Sociedade Cabo-verdiana de Música da qual foi nomeada presidente em 2013. Foi a primeira cabo-verdiana a cantar no Auditorium Della Conciliazione, no Vaticano.  

## Biografia
Solange Cesarovna nasceu em 1981, na cidade da antiga URSS de Ulianovsk. Fillha de mãe russa e pai cabo-verdiana, muda-se com eles para Cabo-Verde com apenas dois anos. 
Tem 7 anos quando representa Cabo Verde em Portugal, no Festival Chaminé de Ouro, que decorre em Portimão, após ficar em primeiro lugar no Festival de Pequenos Cantores da cidade do Mindelo.  No ano seguinte, a abertura do Festival Baía das Gatas, um dos principais festivais do arquipélago, é feita por ela. 
Mais tarde, Solange vai estudar no Brasil, onde se forma em Comunicação Social e estuda canto lírico e clássico na Escola de Música Villa-Lobos, no Rio de Janeiro. 
Em 2009, lança o seu primeiro disco, onde reúne temas de compositores cabo-verdianos, ao qual dá o seu nome e que grava no Skip Saylor Studios em Los Angeles. 
Ao lado de outros músicos, cantores, compositores produtores, etnomusicólogos, entre outros, funda a Sociedade Cabo-verdiana de Música, da qual é nomeada presidente em 2013, voltando a ser re-eleita para o cargo em 2018. 
Foi uma das signatárias da candidatura da Morna a Património Imaterial Cultural da Humanidade, o que se concretizou no ano seguinte. 

## Prémios e reconhecimento
Aquando do Sínodo dos Bispos Africanos foi convidada a cantar no palco do Vaticano, tornando-se na primeira cabo-verdiana a cantar no Auditorium Della Conciliazione em 2009. 
Em 2021, Solange Cesarovna foi uma das personalidades nomeadas pela na Bantumen Powerlist 100, como uma das personalidades negras mais influentes da lusofonia. 

## Discografia seleccionada
A sua discografia é composta por: 
- 2009 - Solange Cesarovna
- 2011 - Speranza
- 2016 - Mornas, temas com poemas de Eugénio Tavares [12][13]

## Ligações Externas
- Lifestyle Sapo | Entrevista com Solange Cesarovna (2017)

- Agência Cabo-Verdiana de Imagens | Solange Cesarovna canta o tema Força di Cretcheu
- Solange Cesarovna canta Ná, o Menino Ná de Eugénio Tavares